# Социологија образовања
Социологија образовања је теоријска и емпиријска научна дисциплина која проучава процесе, структуре и односе унутар образовања као друштвеног подсистема у целини. Предмет проучавања обухвата и улогу државе у образовању, утицај економског стања на образовање, институције које су укључене у образовни процес као и проблеме са којима се образовање суочава. Сматра да се образовање не може посматрати независно од друштвених промена, већ да је и оно само показатељ тих промена - огледало друштва.

## Историјат
Социологија образовања настала је крајем 19. и почетком 20. века и најчешће се везује са за Емил Диркема, професора на Универзитету у Бордоу. У то време, социологија је постојала на свега шест америчких универзитета али је била конституисана као општа наука о друштву. Иза Емила Диркема остала је збирка радова Васпитање и социологија.
Први стручни часопис ове тематике издаје се 1927. у Сједињеним Америчким Државама.
Ова дисциплина социологије доживљава експанзију педесетих година 20. века. У то време се њом бавио и Пјер Бурдје који је анализирао школу и као вид заштите друштвених неједнакости.
На наше просторе дошла је тек осамдесетих година 20.века и то као предмет неопходан будућим учитељима и професорима.

## Функционалистичке теорије образовања
По функционалистичким теоријама, задатак образовања је одржавање сагласности и друштвених вредности које имају позитиван допринос друштвеном животу целог система. Оне тврде да образовање јача хомогеност и солидарност које су услови за опстанак друштва.
Талкот Парсонс,је школу назвао друштвом у минијатури, с обзиром да је модерно индустријалско друштво може повезати са мотивом ученика и постигнућа - сви у почетку имају подједнаке шансе али коначни исход зависи искључиво од труда, способности и залагања појединца. Ипак, функционалисти заборављају да класна припадност и породично порекло имају, врло често, више везе са успехом у школовању него што имају таленат и рад.
Улога школе се, поред основне функције образовања, може сагледати као и институција у којој ће деца боравити док су родитељи запослени, место на коме ће се развијати друштвене вештине комуникације и тимског рада, као и могућност проналаска партнера сличног социјалног статуса.

## Конфликтне теорије
Ове теорије заступају мишљење да је школа механизам одржавања постојећег класног поретка као и начин драстичног преношења идеологија у којој се будући радници уче да буду дисциплиновани, послушни и ефикасни тако да не угрозе дотадашњи систем производње и организације друштва.
Рендал Колинс био је један од водећих конфликтних теоретичара и његова тврдња се заснива на томе да диплома служи више као мерило статуса у друштву, а да не гарантује неко посебно знање. Он заступа мишљење да се знање потребно за одређени посао већински научи на самом послу, док школа у томе игра мању улогу.

## Цитати
- Образовање је пут којим се повијесност човјека успоставља, одржава, богати и преноси. - Јосип Маринковић: Утемељеност одгоја у филозофији
- Образовање садржи у себи све оно што је човјечанство сазнало о самом себи. - Жак Делор: Образовање скривена ризница
- Педагошки идеал једне епохе изражава, пре свега, стање друштва у посматраном периоду. - Емил Диркем, Васпитање и социологија